# ألان ويرث
ألان ويرث (بالإنجليزية: Alan Wirth)‏ هو لاعب كرة قاعدة أمريكي، ولد في 8 ديسمبر 1956 في ميسا في الولايات المتحدة.

## وصلات خارجية
- ألان ويرث على موقعبيزبول رفرنس.كوم (الدوري الرئيسي) (الإنجليزية)
- ألان ويرث على موقعبيزبول رفرنس.كوم (الدوري الثانوي) (الإنجليزية)